# ヘンリエッテ・ヘルツ

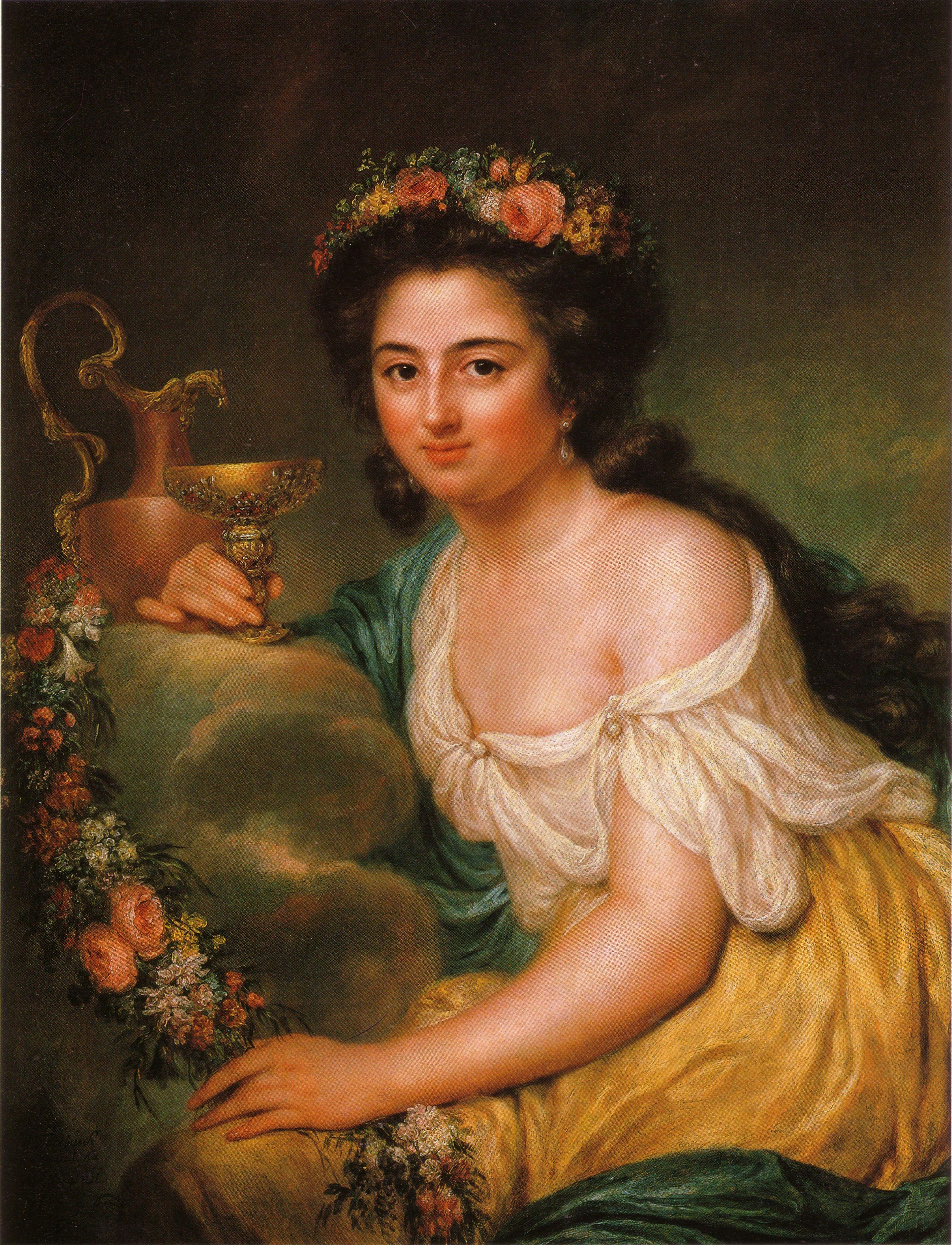
ヘンリエッテ・ヘルツ
アンナ・ドロテア・テルブッシュによる肖像画

ヘンリエッテ・ヘルツ（Henriette Julie Herz, 1764年9月5日 - 1847年10月22日）はユダヤ系ドイツ人女性で、18世紀末から19世紀初頭のベルリンにおける文学サロンで中心的な役割を果たした。旧姓はデ・レモス de Lemos。
彼女のもとには初期ロマン派の作家、フンボルト兄弟、フィヒテ、シュライアーマッハー、彫刻家ヨハン・ゴットフリート・シャドウらが集まった。
回想録や書簡は当時のサロン文化を知る上で重要な手がかりとなっている。
特にシュライアーマッハーとは親しく、伝記を残している。また「若きドイツ（青年ドイツ派）」のルートヴィヒ・ベルネに大きな影響を与えた。
夫のマルクス・ヘルツ Marcus Herz（1747-1803）は内科医で哲学者であった。